# Aubstadt
Aubstadt is een gemeente in de Duitse deelstaat Beieren, en maakt deel uit van het Landkreis Rhön-Grabfeld.
Aubstadt telt 709 inwoners.
Aubstadt ·
Bad Königshofen i.Grabfeld ·
Bad Neustadt a.d.Saale ·
Bastheim ·
Bischofsheim a.d.Rhön ·
Burglauer ·
Fladungen ·
Großbardorf ·
Großeibstadt ·
Hausen ·
Hendungen ·
Herbstadt ·
Heustreu ·
Höchheim ·
Hohenroth ·
Hollstadt ·
Mellrichstadt ·
Niederlauer ·
Nordheim v.d.Rhön ·
Oberelsbach ·
Oberstreu ·
Ostheim v.d.Rhön ·
Rödelmaier ·
Saal a.d.Saale ·
Salz ·
Sandberg ·
Schönau a.d.Brend ·
Sondheim v.d.Rhön ·
Stockheim ·
Strahlungen ·
Sulzdorf a.d.Lederhecke ·
Sulzfeld ·
Trappstadt ·
Unsleben ·
Willmars ·
Wollbach ·
Wülfershausen a.d.Saale